# Camponotus oxleyi
Camponotus oxleyi é uma espécie de inseto do gênero Camponotus, pertencente à família Formicidae.